# Are You Experienced
| Recensione     | Giudizio       |
| -------------- | -------------- |
| AllMusic       | [ 2 ]          |
| OndaRock       | Pietra Miliare |
| Piero Scaruffi |                |

Are You Experienced è l'album di debutto della band inglese/americana The Jimi Hendrix Experience pubblicato nel 1967 nel Regno Unito e negli USA. L'album fin dalla sua pubblicazione si rivelò un successo commerciale e di critica, raggiungendo nel 1967 il secondo posto nella classifica del Regno Unito quando i Beatles erano al primo posto con  Sgt. Pepper's Lonely Hearts Club Band. Viene considerato uno degli album di debutto migliori della storia del rock, arrivando ad essere posizionato al terzo posto nella classifica dei cento migliori album di debutto di tutti i tempi della rivista Rolling Stone.

## Il disco

### Produzione
Jimi Hendrix forma The Jimi Hendrix Experience in Inghilterra nel 1966, con l'aiuto dell'ex bassista e produttore degli Animals, Chas Chandler. La band è formata, oltre da Hendrix alla chitarra e alla voce, da Mitch Mitchell alla batteria e da Noel Redding al basso. Il primo singolo pubblicato dal gruppo si intitola Hey Joe/Stone Free prodotto da Chas Chandler con l'etichetta della Polydor Records nel dicembre del 1966, mentre stavano lavorando al loro primo album. La band infatti inizia a lavorare all'album il 26 ottobre del 1966 e lo finirà il 3 aprile del 1967, pubblicandolo con l'etichetta Track Records con la quale pubblicò anche gli altri due singoli, Purple Haze/51st Anniversary nel marzo del 1967 e The Wind Cries Mary/Highway Chile nel maggio del 1967. L'album fu prodotto da Chas Chandler con l'ausilio del tecnico degli Olympic Studios, Eddie Kramer e con gli ingegneri del suono Dave Siddle ai De Lane Lea Studios e Mike Ross ai CBS studios. Durante l'inverno del 1966-1967 il gruppo intraprese un tour come band di supporto ai Walker Brothers, nel Regno Unito, e poi si esibirono in concerti nell'Europa nord-occidentale, facendo anche delle apparizioni TV. Questo contribuì molto a far conoscere il gruppo e poi per la successiva pubblicazione dell'album.

### Copertina
La copertina originale pubblicata dalla Track Records è una foto del gruppo scattata da Bruce Fleming. Questa copertina venne utilizzata anche dalla Polydor Records per pubblicare l'album in Italia, Germania e Spagna, con l'aggiunta del nome Jimi Hendrix sopra il titolo dell'album. In Italia la scritta era di colore rosso mentre in Spagna di colore giallo. In Francia l'album fu pubblicato dalla Barclay Records, la quale scelse come copertina un'immagine raffigurante Jimi Hendrix mentre si esibiva dal vivo in uno show televisivo francese. La versione americana e canadese, pubblicata dalla Reprise Records, era completamente diversa da quella britannica ed europea, infatti venne utilizzata una foto scattata al gruppo dal fotografo Karl Ferris. La foto è leggermente deformata e presenta una grafica molto psichedelica. Infine, in Sudafrica, dove ai tempi vigeva ancora l'apartheid, l'album fu pubblicato con una copertina che recava la sola scritta del nome del gruppo e del titolo del disco senza nessuna foto di Hendrix o degli altri componenti della band. La vista di un nero insieme a due bianchi, avrebbe creato scandalo tra gli acquirenti di etnia bianca.

### Pubblicazione
Pubblicato nel Regno Unito nel maggio 1967 senza l'inclusione dei tre singoli precedenti, come era normale fare allora in Inghilterra, il disco riscosse subito un notevole successo di pubblico e critica piazzandosi al secondo posto dietro ai Beatles nella classifica britannica, restando nella chart per ben otto mesi. In America l'album fu pubblicato dopo l'esibizione del gruppo al Monterey Pop Festival dove Jimi bruciò la sua Fender Stratocaster. La Reprise Records decise di pubblicare l'album e quindi acquisì il materiale originale, remixandolo in formato stereo, cambiando l'ordine originale delle tracce e inserendo i singoli del gruppo che nell'album originale non erano presenti. La pubblicazione avvenne il 23 agosto 1967. Nel 1993 Alan Douglas produsse un'edizione del disco nel quale i primi sei brani erano i primi singoli pubblicati dal gruppo in ordine di pubblicazione, e poi a seguire le altre tracce nell'ordine originale dell'album britannico. Nel 1997 l'album venne rimasterizzato ed inseriti come tracce bonus i singoli.

### Successi e premi
L'album si aggiudica 1 disco d'oro e 4 dischi di platino. Nel 1987 la rivista statunitense Rolling Stone al suo ventesimo anniversario inserisce l'album al quinto posto nella classifica dei migliori album degli ultimi vent'anni, e poi nel 2003 la versione americana dell'album viene inserita al quindicesimo posto nella classifica dei 500 migliori album di tutti i tempi, "The 500 Greatest Albums of All Time". Nel 1994, Guitarist Magazine l'ha indicato come l'album chitarristico più influente di tutti i tempi.

## Tracce

### Versione UK
Lato A
1. Foxy Lady - 3:19
2. Manic Depression - 3:42
3. Red House - 3:42
4. Can You See Me - 2:33
5. Love or Confusion - 3:11
6. I Don't Live Today - 3:55

Lato B
1. May This Be Love - 3:11
2. Fire - 2:43
3. Third Stone from the Sun - 6:44
4. Remember – 2:48
5. Are You Experienced? - 4:14

### Versione USA
Lato A
1. Purple Haze - 2:51
2. Manic Depression - 3:42
3. Hey Joe (Billy Roberts) – 3:30
4. Love or Confusion - 3:11
5. May This Be Love - 3:11
6. I Don't Live Today - 3:55

Lato B
1. The Wind Cries Mary - 3:20
2. Fire - 2:43
3. Third Stone from the Sun - 6:44
4. Foxy Lady - 3:19
5. Are You Experienced? - 4:16

Nella versione rimasterizzata del 1997 sono presenti anche le tracce Stone Free, 51st Anniversary e Highway Chile.

## Formazione
- Jimi Hendrix - voce, chitarra, pianoforte, voce della Star Fleet in Third Stone from the Sun
- Noel Redding - basso, voce
- Mitch Mitchell - batteria, percussioni

## Crediti
- Chas Chandler - voce della Scout Ship in Third Stone from the Sun e produttore
- Eddie Kramer, Mike Ross, Dave Siddle - fonici
- Janie Hendrix, John McDermott, Jr. - supervisori alla rimasterizzazione
- Eddie Kramer, George Marino - rimasterizzazione
- Karl Ferris - fotografie
- Karl Ferris - copertina
- Dave Marsh - note libretto

## Classifiche
| Classifiche (1967–1968)  | Posizione massima |
| ------------------------ | ----------------- |
| Canada RPM Top 50 Albums | 15                |
| Germania                 | 17                |
| Norvegia                 | 3                 |
| UK Official Charts       | 2                 |
| US Billboard Top LPs     | 5                 |
| US Top R&B Albums        | 10                |

| Classifica (2021) | Posizione massima |
| ----------------- | ----------------- |
| Grecia            | 21                |